# Kraftwerk Waitaki
Das Kraftwerk Waitaki (Waitaki Hydro Station) ist ein Laufwasserkraftwerk auf der Südinsel von Neuseeland. Das Kraftwerk ist eines von acht Kraftwerken des Waitaki Hydro Scheme, einem groß angelegten Wasserkraftprojekt in der Region Canterbury.

## Geographie
Das Kraftwerk befindet sich 5 km nordwestlich des Ortes Kurow, 70 km südwestlich von Timaru und 62 km nordwestlich von Oamaru.

## Geschichte
Es war ein Mitarbeiter namens P. S. Hay, der in der Abteilung für öffentliche Arbeiten der neuseeländischen Regierung beschäftigt war und das Potenzial des Waitaki River für die Stromerzeugung durch Wasserkraft sah. Doch erst in den 1920er Jahren war es möglich, ein solch großes Projekt zu beginnen und da das Kraftwerk am Lake Coleridge den Strombedarf der Südinsel nicht mehr decken konnte, ein weiterer Ausbau der Stromerzeugung auf der Südinsel damit notwendig wurde.
Die ersten Arbeiten an dem ersten Staudammprojekt des Waitaki River begannen in der Mitte des Jahres 1928 und waren gleichzeitig auch als eine Art Arbeitsbeschaffungsmaßnahme gedacht, denn bedingt durch die Wirtschaftskrise war die Arbeitslosenquote hoch und das Staudammprojekt konnte dringend benötigte Arbeitsplätze schaffen. Zu Spitzenzeiten arbeiteten bis zu 1200 Arbeitern mit Picke, Schaufel und Schubkarren an dem Damm und wurden in dem 5 km flussabwärts liegenden Ort Kurow beherbergt. In den 1930er Jahren überzeugte der Mediziner D. G. McMillan die Arbeiter davon, wöchentlich einen kleinen Betrag in eine Art Fonds einzuzahlen, um darüber kostenlose medizinische Versorgung erhalten zu können. Das System fand bei Arnold Nordmeyer, einem Regierungsmitglied der damaligen Labour-Regierung anklang und wurde 1939 für das gesamte Land übernommen.
1935 wurde der Staudamm fertig gestellt, der Lake Waitaki aufgestaut und mit zwei Generatoren a 15 MW begonnen, Strom zu erzeugen, womit fast die Hälfte des Strombedarfes der Südinsel in jenen Tagen gedeckt werden konnte. In den Jahren zwischen 1940 und 1949 wurden drei weitere Generatoren im Kraftwerk installiert und nachdem das Kraftwerksgebäude erweitert wurde, folgten in den Jahren 1952 bis 1954 die letzten zwei Generatoren zur Endausbaustufe des Kraftwerks.
Stand 2020 wird das Kraftwerk Waitaki von der mehrheitlich im Staatsbesitz befindlichen Firma Meridian Energy Limited betrieben.

## Absperrbauwerk
Das Absperrbauwerk besteht aus einer 33 m hohen und 522 m langen, aus Beton errichteten Gewichtsstaumauer. Um Platz für den Staudamm zu schaffen, mussten über eine halbe Million Kubikmeter Erdmaterial von Bauarbeiter mit Picke und Schaufel beiseite geschaffen werden. Der Damm, der danach errichtet wurde, bekam keine separate Hochwasserentlastung. Bei Hochwasser läuft das Wasser einfach über die Krone des Damms. Das Kraftwerk befindet sich an der Südseite des Absperrbauwerks.

## Kraftwerk
Das Kraftwerk Waitaki verfügt über eine installierte Leistung von 105 MW. Die durchschnittliche Jahreserzeugung liegt bei 496 GWh. Die sieben Generatoren, die über Francis-Turbinen angetrieben werden, leisten bei einer Nennspannung von 11 kV je maximal 15 MW.

## Stausee
Mit der Fertigstellung des Absperrbauwerks wurde der Lake Waitaki genannten Stausee aufgestaut. Der See, der sich über eine Fläche von 6,2 km² erstreckt, besitzt ein angepeiltes Stauziel zwischen 227,0 m und 230,8 m.